# Província de Niğde
Niğde és una petita província rural situada a la part sud d'Anatòlia Central, Turquia. Les seves províncies veïnes són Kayseri, Adana, Mersin, Konya, Aksaray i Nevşehir.
La província està envoltada, per tres bandes, per les serralades de les Muntanyes del Taure, incloent-hi el Mont Hasan i les muntanyes de Melendiz. A l'oest s'estén la plana d'Emen, que s'obre cap a l'àmplia plana de Konya. La plana està coberta per una nutritiva terra volcànica i Niğde és una reeixida regió agrícola, especialment quant a pomes i patates.
Envoltada per muntanyes, i amb una altitud mitjana bastant elevada, l'àrea té un clima sec i fresc i a l'hivern està exposada a les neus que porten les fredes tramuntanes. La mitjana de precipitacions és de 0.9 mm, 78.5 mm l'abril, pràcticament zero en juliol i agost. Per això les vessants de les muntanyes estan gairebé nues de vegetació, i només a altituds més elevades s'hi pot trobar una mica de bosc.

## Districtes
La província de Niğde es divideix en 6 districtes (el districte de la capital apareix en negreta):
- Altunhisar
- Bor
- Çamardı
- Çiftlik
- Niğde
- Ulukışla

## Etimologia
Coneguda en l'antiguitat com a Nakita o Nahita el nom es va transformar en Nekidâ, Nekide i Nikde fins a arribar a l'actual Niğde.

## Història

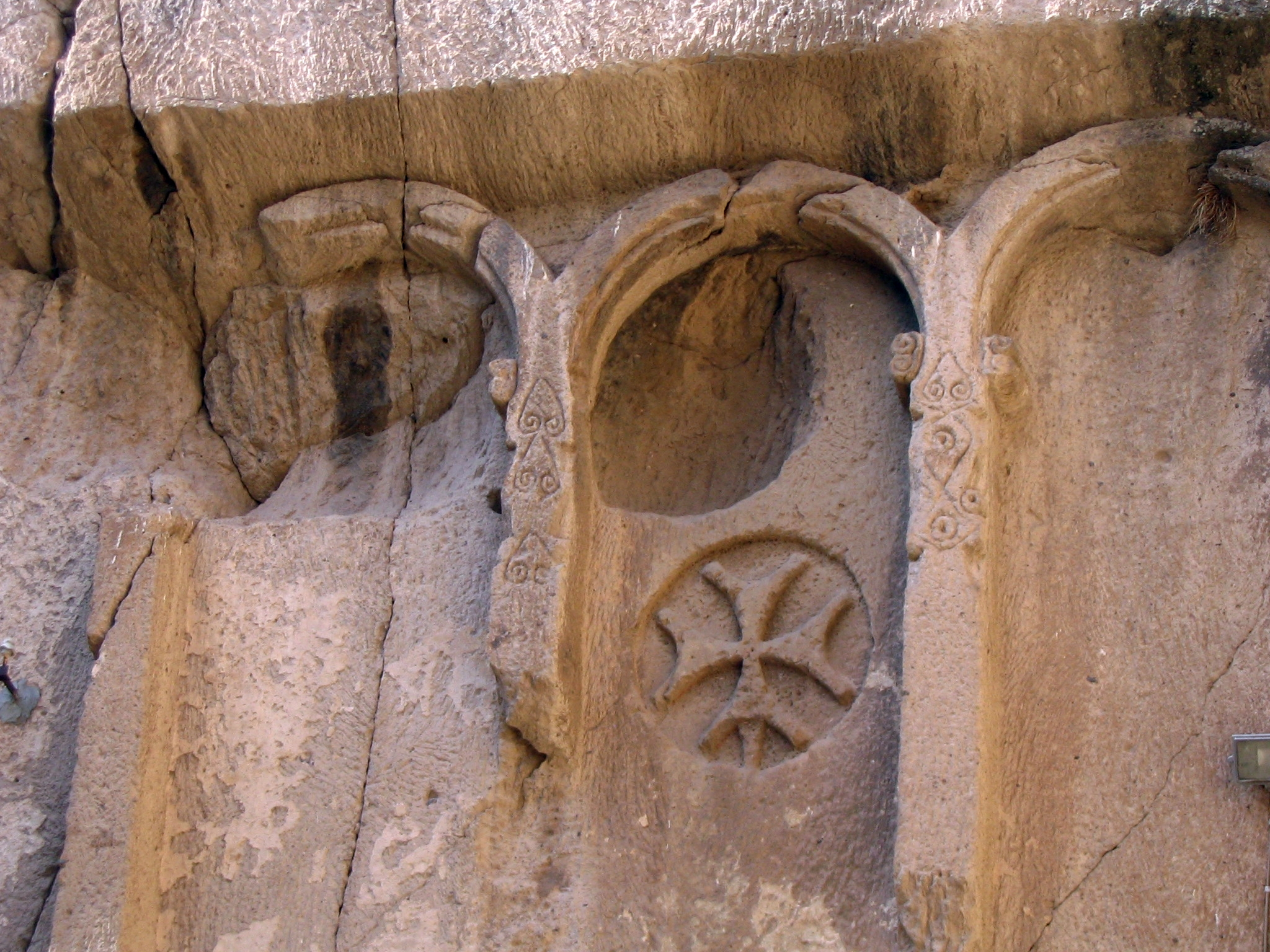
Un detall de la façana del Monestir d'Eskigümüş.

L'àrea ha estat habitada des del Neolític (8000-5500 aC), com ho proven les excavacions de turons d'enterrament tel al districte de Bor, i les mines d'estany al districte de Çamardı. A l'àrea s'hi instal·laren més tard els hitites, els quals visqueren aquí durant mil anys, fins al 800 aC. El nom Nig˘de és esmentat per primer cop en fonts escrites en la forma na-hi-ti-ia en una inscripció luvita del rei Saruanis d'Andaval, tal ci com fou assenyalat per Gelb. Llavors vingueren els assiris i frigis, grecs, perses, Alexandre el Gran i els romans, els quals construïren la ciutat de Tíana, amb els seus palaus i canals.

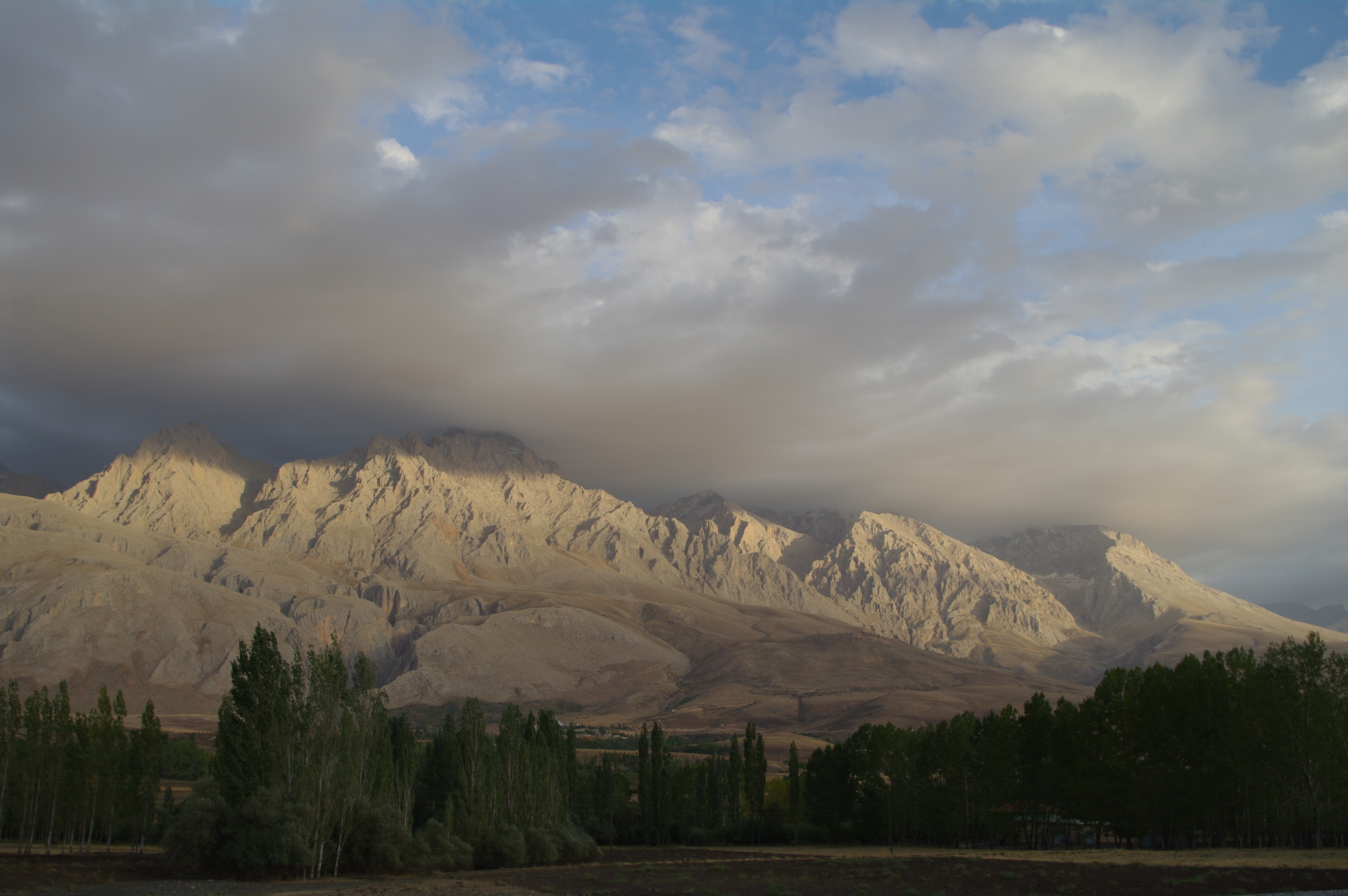
Una vista des d'Aladağlar a la província

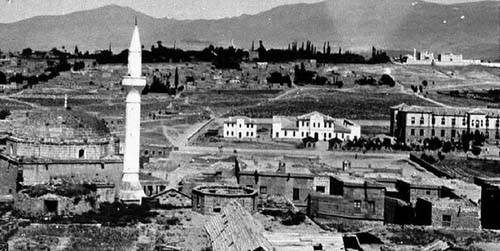
Una antiga fotografia del centre de la ciutat de Niğde

El domini romà persistí des de la capital oriental de Bizanci fins que l'àrea fou ocupada pels seljúcides des del 1166 en endavant. A principis del segle xiii, Niğde era una de les ciutats més grans d'Anatòlia i un nombre impressionant de mesquites i tombes daten d'aquest període. L'àrea va passar a formar part de l'Imperi Otomà el 1471 i així passà al territori de la República Turca durant els anys 1920.

## Niğde avui
Niğde es beneficia de la seva rica agricultura; les seves pomes són particularment famoses i la seva localització entre les riques regions de Konya i Adana, a la costa mediterrània. També és important la seva situació prop de les atraccions turístiques de Capadòcia i el fet que no estigui lluny dels aeroports de Kayseri i Nevşehir.
A més de les collites de pomes, a la província s'hi conreen patates, cols, cereals i remolatxa sucrera. Niğde és la regió on més patata es conrea de tot Turquia i té la majoria dels pomers (encara que els que s'han plantat recentment en altres províncies estan aconseguint una major producció).
La producció de carn i productes lactis és també una activitat important, a més de l'apicultura i, més recentment, les piscifactories de truites.

## Llocs d'interès
Les serralades d'Aladağlar i Bolkar Dağlar a les Muntanyes del Taure són populars per a la pràctica d'esports d'hivern. Les muntanyes són especialment atractives quan arriba la primavera i es cobreixen de flors.
- Les muntanyes Aladağlar en particular són un dels llocs d'escalada més populars a Turquia. Per bé que les muntanyes Aladağlar voregen els límits de la província i reben el nom del Districte d'Aladağ, a la Província d'Adana, els visitants solen arribar, generalment, dels pobles de Demirkazık i Çukurbağ a Çamardı.
- Les muntanyes Bolkar tenen 7 km de pistes d'esquí i un llac de cràter.

Niğde forma part de la Capadòcia i atreu alguns turistes als seus llocs històrics, tot i que no tants com el centre de la zona, a Nevşehir. Els llocs d'importància històrica a Niğde inclouen un gran nombre d'esglésies, mesquites i ciutats subterrànies (els segurs refugis s'endinsen profundament a la tova roca volcànica). Un altre lloc important és l'antiga ciutat de Tíana i un cert nombre de canals romans al districte de Bor.
Niğde també té un cert nombre de brolladors d'aigües termals i altres atraccions.